# 文化人切手
文化人切手（ぶんかじんきって）は、日本の特殊切手のシリーズの１つ。
文化人切手（第一次）は、1949年から1952年まで毎回1種ずつ18種発行された。
額面8円と10円。
文化人切手（第二次）は、1992年から2004年まで毎年2～3種ずつ31種発行された。
額面62円と80円。

## 文化人切手（第一次）
発行日と文化人は下記のとおり。
- 1949.11.3 野口英世 医学者、1876-1928
- 1950.2.3  福沢諭吉 教育者、1835-1901
- 1950.4.10 夏目漱石 文学者、1867-1916
- 1950.5.23 坪内逍遥 文学者、1859-1935
- 1950.9.13 九代目 市川団十郎 俳優、1838-1903
- 1950.11.22 新島襄 教育者、1843-90

- 1951.2.27 狩野芳崖 日本画家、1828-88
- 1951.3.23 内村鑑三 宗教者、1861-1930
- 1951.4.10 樋口一葉 作家、1872-96
- 1951.5.9  森鴎外 文学者、1862-1922
- 1951.9.19 正岡子規 俳人、1867-1902
- 1951.9.21 菱田春草 日本画家、1874-1911

- 1952.1.31 西周 哲学者、1829-97
- 1952.8.25 梅謙次郎 法学者、1860-1910
- 1952.9.26 木村栄 天文学者、1870-1943
- 1952.10.16 新渡戸稲造 教育者、1862-1933
- 1952.11.3 寺田寅彦 科学者、1878-1935
- 1952.11.3 岡倉天心 画家、1862-1913

### ギャラリー

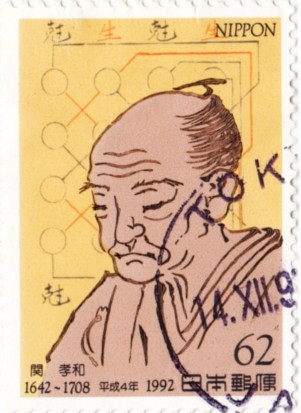
関孝和

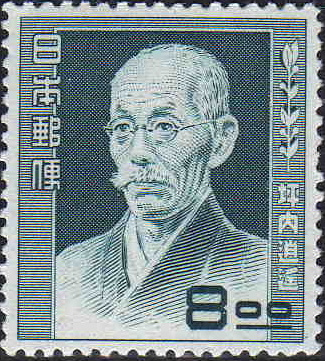
坪内逍遥
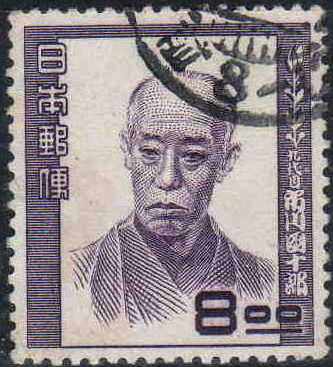
九代目 市川団十郎
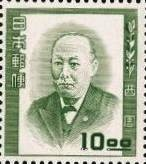
西周 (啓蒙家)
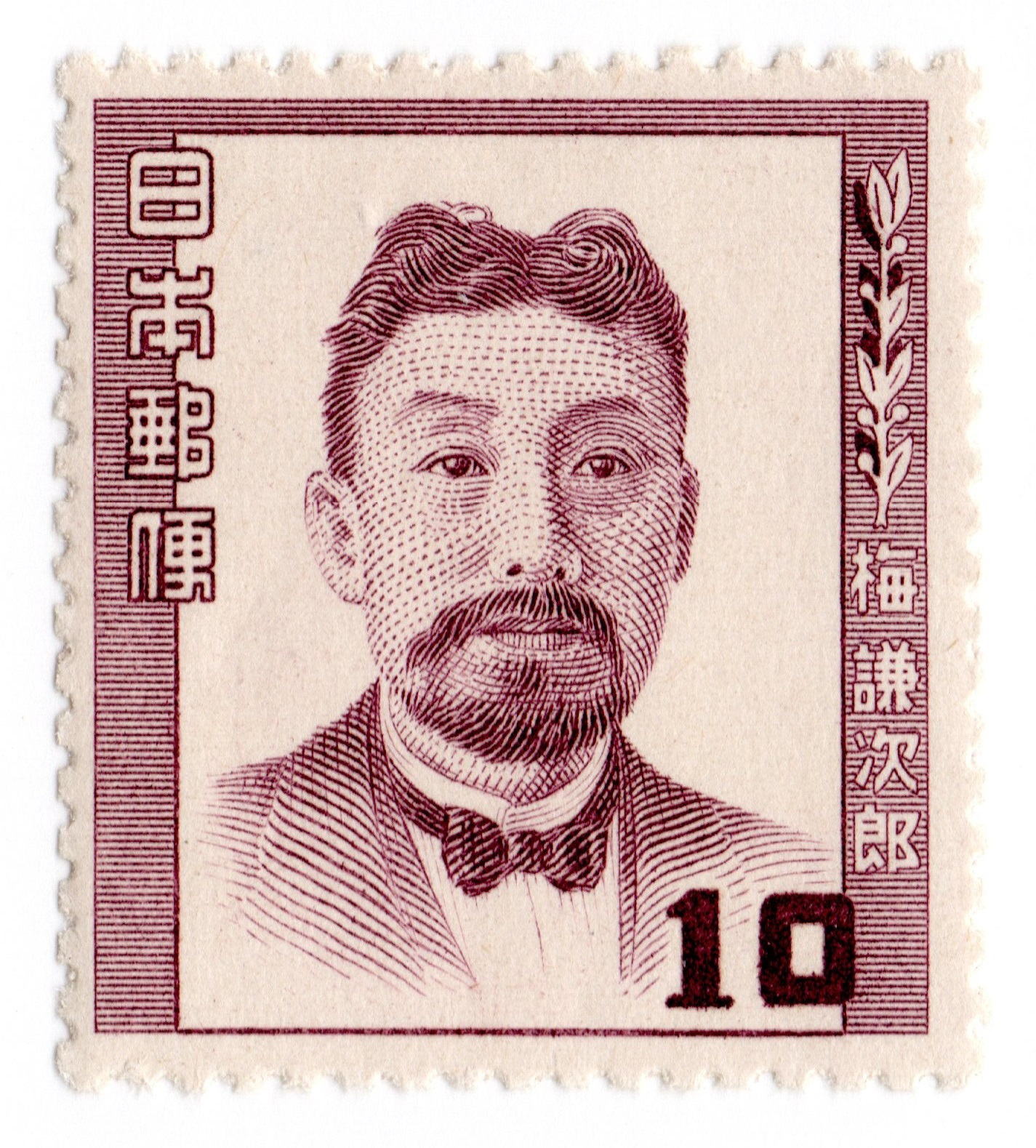
梅謙次郎
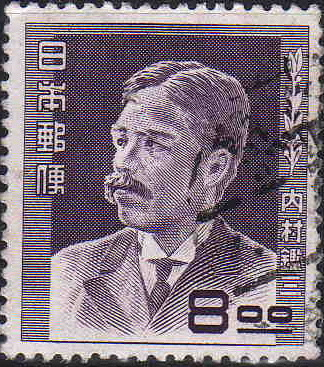
内村鑑三
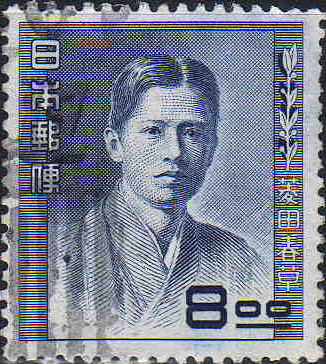
菱田春草

## 文化人切手（第二次）
発行日と文化人は下記のとおり。
- 1992.11.4 関孝和 数学者、1642-1708[1]
- 1992.11.4 与謝野晶子 歌人、1878-1942[1]

- 1993.11.4 島崎藤村 文学者、1872-1943[1]
- 1993.11.4 鈴木梅太郎 化学者、1874-1943[1]
- 1993.11.4 渡辺崋山 文人画家、1793-1841[1]

- 1994.11.4 宮城道雄 邦楽家、1894-1956[1]
- 1994.11.4 速水御舟 画家、1894-1935[1]

- 1995.11.6 伊能忠敬 測量地図作者、1745-1818[1]
- 1995.11.6 西田幾多郎 哲学者、1870-1945[1]

- 1996.8.27 宮沢賢治 詩人、1896-1933[1]
- 1996.8.27 塙保己一 国学者、1746-1821[1]

- 1997.11.4 幸田露伴 小説家、1867-1949[1]
- 1997.11.4 安藤（歌川）広重 浮世絵師、1797-1858[1]

- 1998.11.4 滝沢馬琴 戯作家、1767-1848[1]
- 1998.11.4 藤原義江 声楽家、1898-1976[1]

- 1999.11.4 川端康成 小説家、1899-1972[1]
- 1999.11.4 葛飾北斎 浮世絵師、1760-1849[1]
- 1999.11.4 上村松園 日本画家、1875-1949[1]

- 2000.11.6 長岡半太郎 物理学者、1865-1950[1]
- 2000.11.6 中谷宇吉郎 物理学者、1900-62[1]
- 2000.11.6 中村汀女 俳人、1900-88[1]

- 2001.11.5 本居宣長[2] 国学者、1730-1801
- 2001.11.5 竹本義太夫[2] 浄瑠璃語り、1651-1714

- 2002.11.5 正岡子規[2] 俳人、1867-1902
- 2002.11.5 鳥居清長[2] 浮世絵師、1752-1815
- 2002.11.5 田中舘愛橘[2] 地球物理学者、1856-1952

- 2003.11.4 斎藤茂吉[2] 歌人、1882-1953
- 2003.11.4 北里柴三郎[2] 微生物学者、1853-1931

- 2004.11.4 小泉八雲[2] 小説家者、1850-1904
- 2004.11.4 イサム・ノグチ[2] 彫刻家、1904-88
- 2004.11.4 古賀政男[2] 作曲家、1904-7

### ギャラリー
- 関孝和